# アジウソン・ドス・サントス・ソウザ
アジウソン（Adilson）ことアジウソン・ドス・サントス・ソウザ（ポルトガル語: Adilson dos Santos Souza、1987年2月18日 - ）は、ブラジルのサッカー選手。ポジションはFW。